# Hinter blinden Fenstern
Hinter blinden Fenstern ist ein deutscher Kriminalfilm von Matti Geschonneck aus dem Jahr 2009. Das Drehbuch von Hannah Hollinger geht zurück auf den gleichnamigen Roman von Friedrich Ani. Die Hauptrollen sind mit Hanns Zischler, Maja Maranow, Lisa Maria Potthoff, Bernadette Heerwagen sowie Jürgen Tarrach, Adam Oest, Johanna Bittenbinder und Sissy Höfferer besetzt.

## Handlung
Im Münchner Stadtviertel Neuhausen verschwindet die junge Linda Gabriel, nachdem sie zu einem Mann ins Auto gestiegen ist. Kurz darauf wird Dinah Schmidt ermordet, die Partnerin und Lebensgefährtin von Clarissa Weberknecht, der Betreiberin des Sado-Maso-Clubs „Dinah“. Kriminalhauptkommissar Polonius Fischer, der bei seinen Ermittlungen von Liz Sinkel, Neidhard Moll und Georg Ohnmus unterstützt wird, wird mit dem Fall betraut. Er hatte vor zwei Jahren schon einmal in einem Fall mit Clarissa Weberknecht zu tun: Sie hatte einem Kunden beim Auspeitschen die Halsschlagader zerfetzt und wurde wegen Körperverletzung mit Todesfolge zu einer zweijährigen Strafe mit Bewährung verurteilt, da es sich laut Ermittlungen um einen Unfall handelte.
Am nächsten Tag gibt es erneut einen Toten, ein Obdachloser ist ermordet worden. Polonius Fischer spricht mit Anita Soltersbusch, die den unterernährten Mann im Müllhaus gefunden hat. Das Gespräch des Kommissars mit der verbitterten Frau gestaltet sich schwierig. Ihr Mann Rupert hat den Bürgerverein „Aktion Achtsamer Mitmensch“ gegründet, der vorgibt, im Stadtviertel für Ordnung zu sorgen, aber eher der Bespitzelung dient. Die Obduktion ergibt, dass der Mann mit großer Wucht erschlagen worden ist. Auch das Obduktionsergebnis von Dinah Schmidt liegt inzwischen vor, sie wurde mit einer scharfen Klinge erstochen. Es stellt sich heraus, dass Anita Soltersbusch den Obdachlosen, bei dem es sich laut weiteren Ermittlungen um Josef Nest handelt, den ehemaligen Besitzer einer Autowerkstatt, von früher kannte. Sie hatte seinerzeit ein Verhältnis mit ihm.
Nur wenig später wird der ehemalige Privatdetektiv Berthold Gregorian vermisst, der laut Feststellungen der Polizei Clarissa Weberknecht und Dinah Schmidt mittels Fernglas beobachtet hat. Die von ihm angemietete Wohnung lag genau der gegenüber der beiden Frauen. Von Weberknecht erfährt Fischer, dass Gregorian einmal mit ihr zusammen war, in einer Zeit, in der sie schwach gewesen sei. Das sei jedoch schon lange vorbei und er habe es eigentlich auch akzeptiert.
Inzwischen ist Linda Gabriel gefunden worden, die von dem Verkäufer Arthur Fallnik gekidnappt worden war. Sie behauptet steif und fest, dass sie nur anfangs gegen ihren Willen festgehalten und von Fallnik nicht missbraucht worden sei. Sie habe zwar mit ihm geschlafen, aber freiwillig, außerdem wolle sie bei ihm bleiben. Nichtsdestotrotz wird Fallnik festgenommen.
Nachdem man Fingerabdrücke von Clarissa Weberknecht an der Tasche und der Kleidung Gregorians sichergestellt hat, nimmt Polonius Fischer sie fest. In einem Gespräch erfährt er, dass sie sofort geahnt habe, dass Gregorian Dinah Schmidt aus Eifersucht getötet habe. Sie sei zu ihm gegangen, um ihn zur Rede zu stellen. Es sei zu einem Kampf gekommen, bei dem sie Gregorian mit einem Handtuch erdrosselt habe. Als sie seine Leiche im Müllhaus habe entsorgen wollen, sei ihr Josef Nest in die Quere gekommen, den sie erschlagen und liegengelassen habe. Die Leiche von Gregorian habe sie im Wald verscharrt.
Clarissa Weberknecht, die es nicht gemocht habe, wenn man sie habe festhalten wollen, wie Liz Sinkel kommentiert, wird erhängt in ihrer Zelle aufgefunden. Polonius Fischer wird vor der Haftanstalt von seiner Lebensgefährtin Ann-Kristin Seeliger, einer ehemaligen Journalistin, die sich inzwischen als Taxifahrerin durchschlägt, erwartet.

## Produktion

### Produktionsnotizen, Veröffentlichung
Hinter blinden Fenstern wurde vom 14. Oktober 2008 bis zum 17. November 2008 in München und Umgebung gedreht. Der von Network Movie im Auftrag des ZDF produzierte Film wurde am 29. Juni 2009 beim Filmfest München uraufgeführt und war am 1. Februar 2010 erstmals im ZDF zu sehen.

### Hintergrund
Friedrich Ani hat bisher drei Romane veröffentlicht, in denen Polonius Fischer die Hauptfigur ist. Anis erster Roman Idylle der Hyänen wurde unter dem Titel Todsünde ebenfalls von Matti Geschonneck verfilmt und am 24. November 2008 im ZDF erstausgestrahlt. Der dritte Roman, Totsein verjährt nicht, ist bisher nicht verfilmt worden.
Polonius Fischers Lebensgefährtin Ann-Kristin Seeliger erwähnt in einer Liebesszene, dass Fischer neun Jahre im Kloster zugebracht habe, bevor er wieder Polizist geworden sei. Das sei nun auch schon wieder dreizehn Jahre her.
Hanns Zischler äußerte zu seiner Rolle des Polonius Fischer, dass er sie „reizvoll“ finde, „weil das gestische Potenzial mit zurück genommenen Dialogen verbunden ist, mit Blicken, und weil nicht alles zugetextet ist“. Im Presseportal war zu lesen, der Film erzähle die Suche nach den Gründen eines Verbrechens. Vielleicht vermöge Polonius das Böse ja besser zu begreifen, weil er wisse, dass es nicht nur ein polizeiliches Problem sei.

## Rezeption

### Einschaltquoten
Der Film wurde bei seiner Erstausstrahlung am 1. Februar 2010 von 6,40 Millionen Zuschauern eingeschaltet, was einem Marktanteil von 18,3 % entspricht; die Wiederholung des Films konnte 4 Millionen Zuschauer binden bei einem Marktanteil von 13 %.

### Kritik
Der Kritiker der Fernsehzeitschrift TV Spielfilm meinte, der ermittelnde Exmönch Fischer sage „weise Worte“, sei „gläubig und stets etwas spröde – ein sehenswertes Unikum, das sich hier leider durch einen unplausiblen Fall“ schlage. Es bleibe „das Hoffen auf die nächste Adaption“. Vergeben wurde die bestmögliche Wertung (Daumen nach oben) und das Fazit lautet: „Krimi mit einem etwas anderen Kommissar“.
Kino.de stellte fest, dass auch die zweite Verfilmung nach einer Vorlage von Friedrich Ani „alles andere als spekulativ oder gar blutrünstig“ sei. Matti Geschonneck sei „erneut große stille Krimikunst gelungen“. So entgehe „dem analytischen Blick“ des von Hanns Zischler „angemessen melancholisch verkörpert“en Polonius Fischer, einem einstigen Mönch, nichts. Zischler führe in dieser Verfilmung ein „bemerkenswertes Ensemble“ an. Den Schauspielern gelinge „das Kunststück, eigentlich schillernde Figuren so zurückgenommen zu verkörpern, dass sie beinahe unscheinbar“ wirkten. Maja Maranow zum Beispiel mache „sich ganz klein als Nachtclub-Besitzerin mit Vorgeschichte“. Jürgen Tarrach spiele einen arbeitslosen Seriendarsteller, „der sich verbittert hinter seine geschlossenen Läden zurückgezogen“ habe. Die „gruseligsten Gestalten in der Runde“ seien aber „die Eheleute Soltenbusch, großartig gespielt von Johann Adam Oest und Johanna Bittenbinder“. Gerade der Gatte repräsentiere die „unangenehme Spezies jener achtsamen Mitmenschen, die den Nachbarn hinterher schnüffeln, aber wegschauen, wenn Hinschauen und Eingreifen gefragt wäre“.
Rainer Tittelbach von Tittelbach.tv gab dem Film fünf von sechs möglichen Sternen und schrieb: „Es ist ein Blicken, ein Lauern, ein Verstellen. In diesen Mikrokosmos dringt Kommissar Polonius Fischer ein, selbst ein komischer Heiliger. Vor Jahren noch war er Mönch. Und so ermittelt er auch: priesterlich.“ Zischler ergänzte: „‚Er bringt die Anderen durch sein Schweigen zum Reden.‘“ Tittelbach meinte, der ZDF-Krimi diskutiere im Gegensatz zum Buch „philosophische und existenzielle Fragen eher am Rande“. Hauptdarsteller Hanns Zischler, „der seinen Polonius Fischer als konzentrierten Schweiger“ spielt, äußerte: „Es geht nicht nur darum, den Mörder zu finden, sondern eine Ahnung davon zu bekommen, warum er oder sie zum Mord fähig sind, welche Energien sich da bis zur bösen Tat verdichtet haben.“ Tittelbach betonte, Geschonneck und Hollinger sei „eine vorbildliche Literaturverfilmung“ gelungen. Auch Anis äußerte sich zufrieden: „Hier wurde ein Kriminalroman nicht fürs Fernsehen glatt gehobelt, hier verlor das Fernsehen jede Furcht vor den Ecken und Kanten einer literarischen Vorlage.“ Grimme-Preisträger Matti Geschonneck „gönne sich und dem Zuschauer ein langsames, konzentriertes Erzählen, das einem Zeit“ lasse, „Zwischentöne zu erkennen“.
Das Lexikon des internationalen Films sprach von einem „behutsam inszenierte[n] (Fernseh-)Krimi um einen Protagonisten, der es gewohnt“ sei, „hinter die Fassaden zu blicken, und mit menschlichen Dramen konfrontiert“ werde, „die sich weitgehend unbemerkt von der Öffentlichkeit“ abspielten. „Dank des brillanten Darstellerensembles“ lasse es sich „gut verschmerzen, dass klassische Krimispannung eher selten“ aufkomme.